# St. Cosmas und Damian (Köln-Weiler)

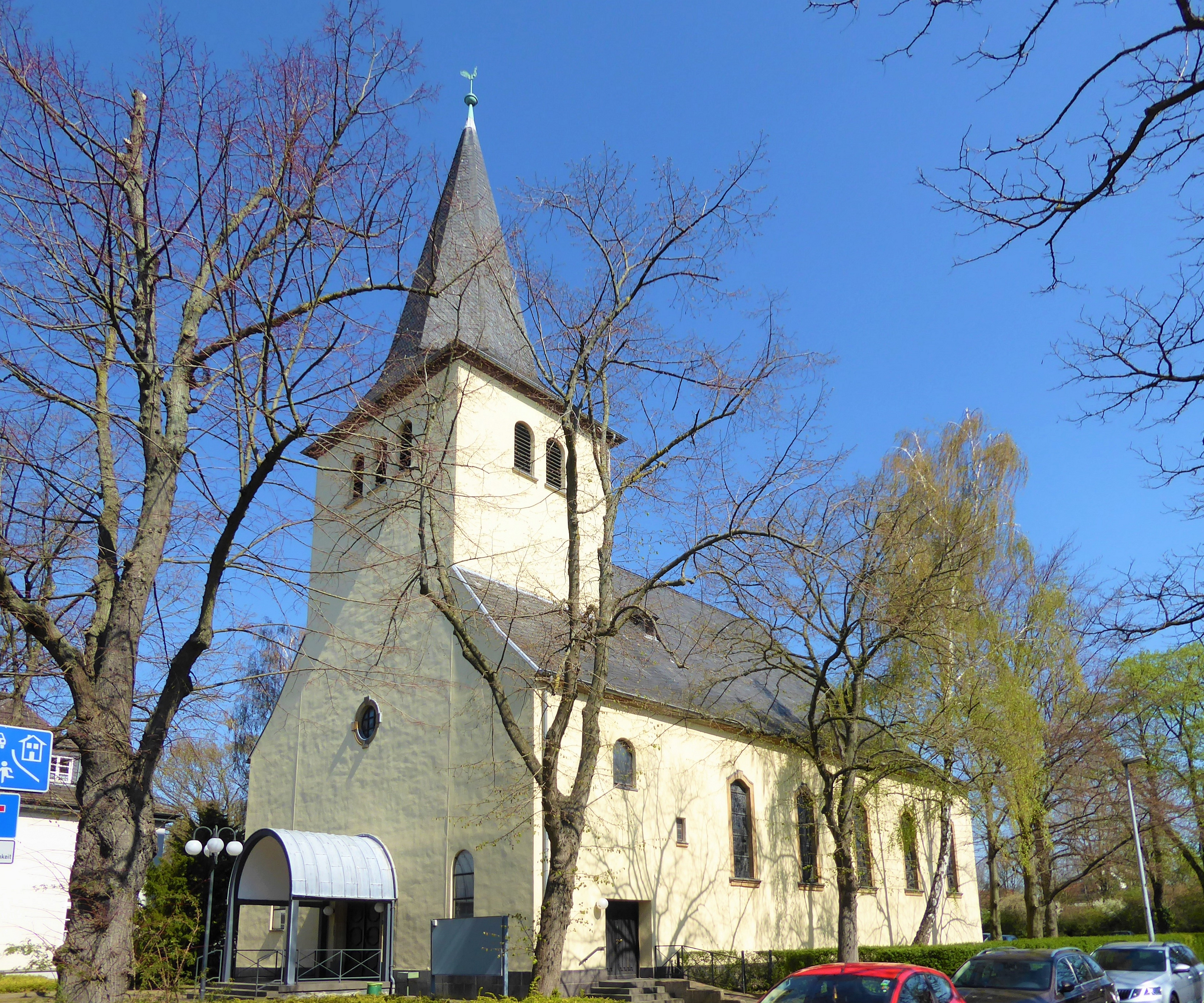
Neu St. Cosmas und Damian

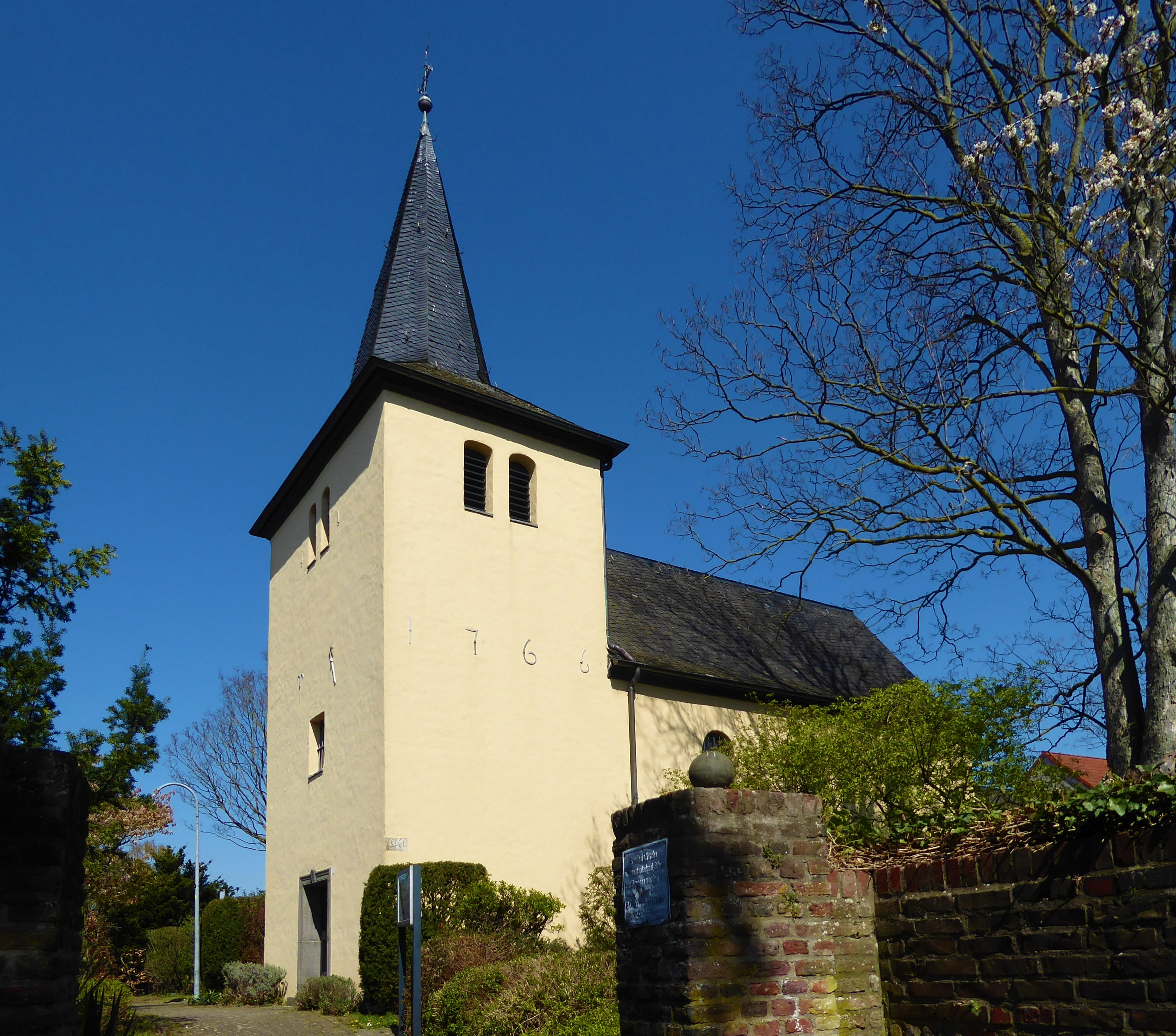
Alt St. Cosmas und Damian

St. Cosmas und Damian ist die römisch-katholische Pfarrkirche zu Köln-Weiler. Neben dieser neuen Pfarrkirche hat sich Alt St. Cosmas und Damian im historischen Ortskern Weilers erhalten.

## Alt St. Cosmas und Damian
Die Kirche von Weiler wurde als Schenkung der Gebrüder Regenbold und Wezelo unter Erzbischof Friedrich I. von Schwarzenburg dem Kölner Kunibertsstift inkorporiert. Das romanische Kirchengebäude wurde 1766 durch einen schlichten barocken einschiffigen Backsteinbau mit vorgesetztem Westturm und im inneren halbkreisförmig geschlossenen Chor ersetzt. Die Kirche verblieb bis zur Säkularisation beim Kunibertsstift und die zugehörige Pfarrei wurde während der französischen Besetzung aufgehoben und 1824 wiederhergestellt.

## Die neue Pfarrkirche
Nach Anwachsen der Gemeinde wurde der Bau einer größeren Pfarrkirche notwendig, die weiter südlich an der Regenboldstraße in neubarocken Formen 1925 fertiggestellt wurde. Der Turm wurde wegen Bauschäden in den 1960er Jahren vollkommen verändert wiederhergestellt. Das Innere ist von einer flachen Tonne überwölbt, die Seitenschiffe haben flache Kassettendecken. Die Kirche schließt zum Chor mit einer Halbkreisapsis.

### Orgel

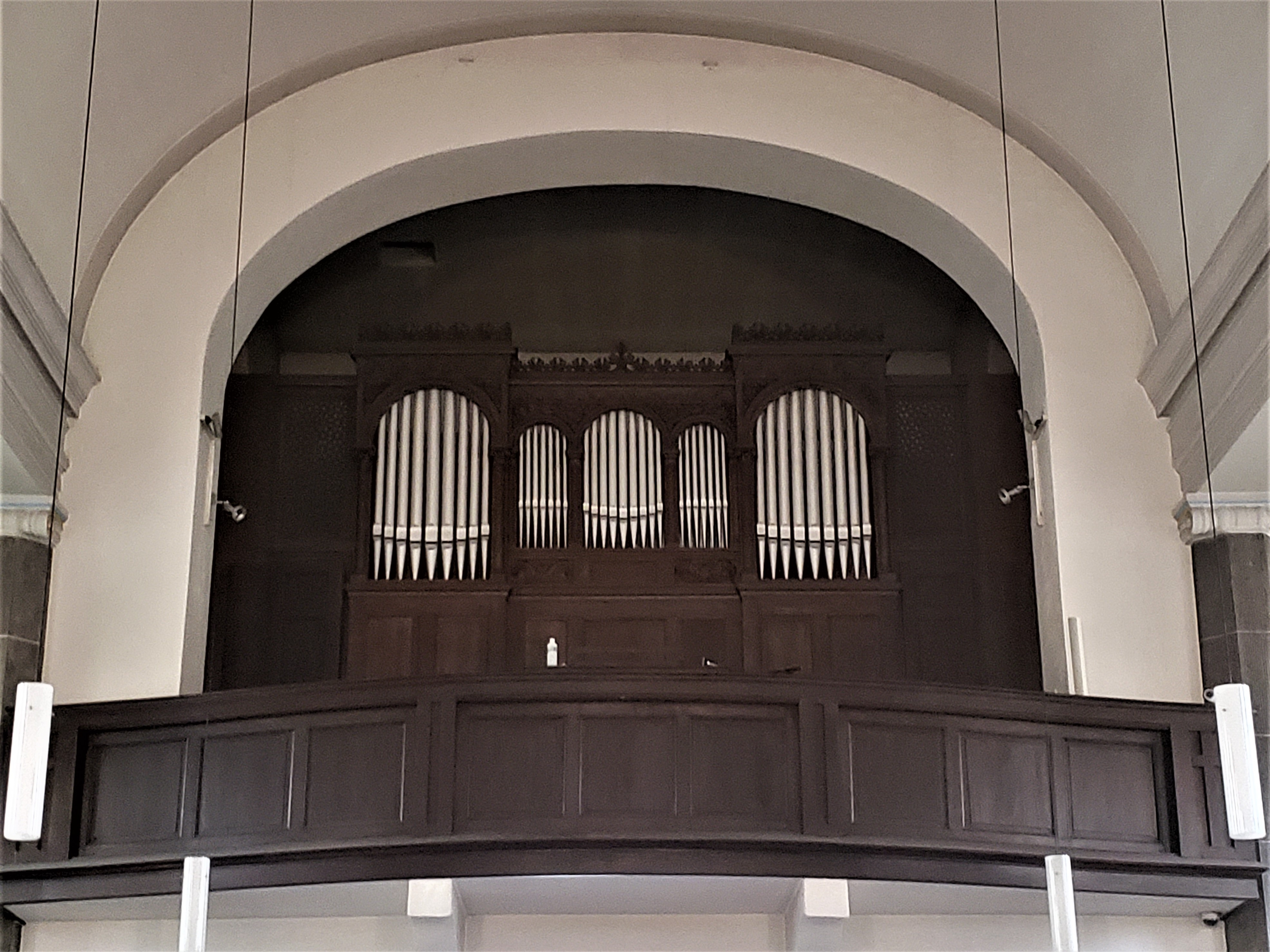
Blick zur Orgel

Die Orgel der Pfarrkirche wurde ursprünglich 1910 von E. F. Walcker & Cie. für die Evangelische Kirche in Leuscheid erbaut. Das zunächst mit pneumatischen Kegelladen ausgestattete, romantisch disponierte Instrument verfügte über 16 Register auf zwei Manualen und Pedal. Im Jahr 1952 wurde die Orgel elektrifiziert und 1964 im Zuge des Umbaues der Kirche in Leuscheid an die katholische Kirchengemeinde in Köln-Weiler verkauft und barock umdisponiert.
Im Jahr 2007 restaurierte das Unternehmen Gebrüder Stockmann das Instrument, wobei die Disposition auf den Stand von 1910 zurückgeführt, ein Register ergänzt, die elektrischen Trakturen mit den Taschenladen jedoch beibehalten und modernisiert wurden. Der Spieltisch wurde nach dem Vorbild von Walcker restauriert und mittig vor dem Instrument aufgestellt. Das neu gebaute Schwellwerk ist mit zwei Jalousienfronten ausgestattet, welche über zwei Pedale bedient werden. Eine kleine (ca. 80 cm hohe) Jalousienreihe an der Rückseite des Gehäuses soll die Wirkung eines Echowerkes unterstützen. Am Ostersonntag 2007 wurde die Orgel neu eingeweiht.
| I Hauptwerk C–g3 |             |     |
| 1.               | Bordun      | 16′ |
| 2.               | Principal   | 8′  |
| 3.               | Salicional  | 8′  |
| 4.               | Rohrgedackt | 4′  |
| 5.               | Oktave      | 4′  |
| 6.               | Mixtur 3-4f | 2′  |
| 7.               | Trompete    | 8′  |

| II Schwellwerk C–g3 |               |    |
| 8.                  | Flöte         | 8′ |
| 9.                  | Violoncello   | 8′ |
| 10.                 | Aeoline       | 8′ |
| 11.                 | Vox coelestis | 8′ |
| 12.                 | Flöte         | 4′ |
| 14.                 | Oboe          | 8′ |

| Pedal C–f1 |            |             |
| 15.        | Subbaß     | 16′         |
| 16.        | Gedeckt    | 8′ (Trans.) |
| 17.        | Salicional | 8′ (Trans.) |

- Koppeln: II/I, I/P, II/P, Sub II/I, I/I, Super II/I, I/I
- weitere Spielhilfen: Piano, Mezzoforte, Forte, Tutti, 2 Freie Kombinationen

### Renovierung
Der Kirchenraum wurde im Jahr 2006 renoviert. Im Zuge der Renovierung wurde auch der „Herz-Jesu-Altar“ wiederhergestellt, der mit Messingplatten der Bildhauerin Hildegard Domizlaff geschmückt ist. Die Messingplatten waren zuvor am Hauptaltar angebracht.